# Kathedraal van Reims
De Cathédrale Notre-Dame de Reims (Nederlands: Onze-Lieve-Vrouwekathedraal van Reims) is een kathedraal uit de 13e eeuw in de Franse stad Reims. Het is een van de voornaamste gotische bouwwerken van Frankrijk. De kathedraal is historisch van belang omdat hier de koningen van het koninkrijk Frankrijk werden gekroond en de episode met Jeanne d'Arc zich hier afspeelde.
Het aantal beelden dat deze kathedraal siert is groter dan bij enige andere Europese kathedraal. Het beeldhouwwerk van de kathedraal van Reims wordt beschouwd als een belangrijk voorbeeld van middeleeuwse beeldhouwkunst. Het centrale portaal aan de westgevel is gewijd aan de maagd Maria. Vooral het beeld van de "Engel met de glimlach" is beroemd; het is het symbool geworden van de stad Reims. Door zijn architectuur en zijn 2303 beelden werd de kathedraal, samen met het voormalige klooster van Saint-Remi en het paleis van Tau, in 1991 toegevoegd aan de Werelderfgoedlijst van UNESCO.

## Bouwgeschiedenis
Deze kathedraal werd gebouwd na de Notre-Dame van Parijs en de kathedraal van Chartres, maar vóór de kathedralen van Straatsburg, Amiens en Beauvais. Het huidige bouwwerk verving een basiliek die in 1211 door brand werd verwoest. Het bevindt zich op de plaats waar in 496 Clovis I gedoopt zou zijn. Latere Franse vorsten werden hier gekroond. Het gebouw werd grotendeels in de 13e eeuw voltooid, behalve de westgevel. Die werd opgericht in de 14e eeuw, nadat het schip was verlengd om aan de talrijke kerkgangers plaats te kunnen bieden. Uiteindelijk is de kathedraal voltooid in 1457. In 1481 verwoestte een brand de oorspronkelijk aanwezige vieringtoren. De huidige klokkentoren en de beide grote torens in de oostgevel zijn 15e-eeuws.

### Financiering en protest
De bouw kostte uiteraard veel geld en de stadsbewoners werden gedwongen hieraan mee te betalen, door middel van belastingheffing door de koning en het verlangen van betaling voor religieuze diensten door de Rooms-Katholieke Kerk. Toen in 1233 de belastingen wéér verhoogd werden kwamen de inwoners in Reims in verzet. Ze verdreven de kanunniken uit de stad en wierpen barricades op van bouwmateriaal. Die heeft drie jaar lang geduurd, totdat de koning met harde hand liet ingrijpen. Burgers die hun stem door het protest hadden laten horen, kregen hoge boetes opgelegd en hun huizen werden met de grond gelijk gemaakt. De bouw van de kathedraal kon weer worden hervat.

### Bouwstijl
De Notre-Dame is een van de zuiverste voorbeelden van een gotische kathedraal. De driedeling van de kerk, een middenschip met twee zijbeuken, is herkenbaar in de westgevel. De gevel is geen massieve muur, in tegenstelling tot de oudere, romaanse kerken. Boven de gevel bevindt zich nog binnen de gotische portaalspitsboog een roosvenster. Midden boven het hoofdportaal is nog een groter roosvenster aangebracht. De galerij der koningen heeft een beeld van de doop van Clovis I en standbeelden van zijn opvolgers. Ook aan de binnenkant van de oostgevel zijn vele kleine beeldjes in nissen geplaatst.
De façades aan de noord- en zuidzijde zijn ook versierd met beelden. De noordkant bevat beelden van de belangrijkste bisschoppen van Reims, een afbeelding van het Laatste Oordeel en een Jezusfiguur (le Beau Dieu). De zuidfaçade heeft een roosvenster met profeten en apostelen.

### Beschadigingen Eerste Wereldoorlog
De kathedraal werd door de Duitsers met artillerievuur bestookt tijdens de Eerste Wereldoorlog. De restauratie in de jaren 20 en 30 werd bekostigd met hulp van Amerikaanse mecenassen, waaronder de familie Rockefeller.

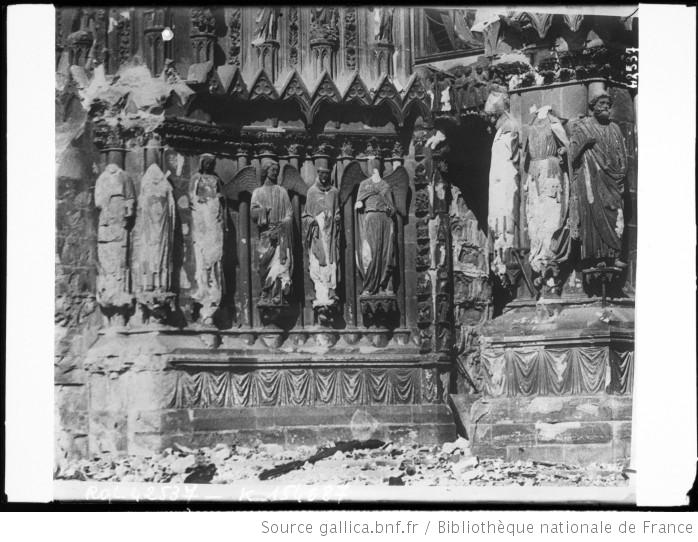
Beelden van de kathedraal na de artilleriebeschieting van 1914
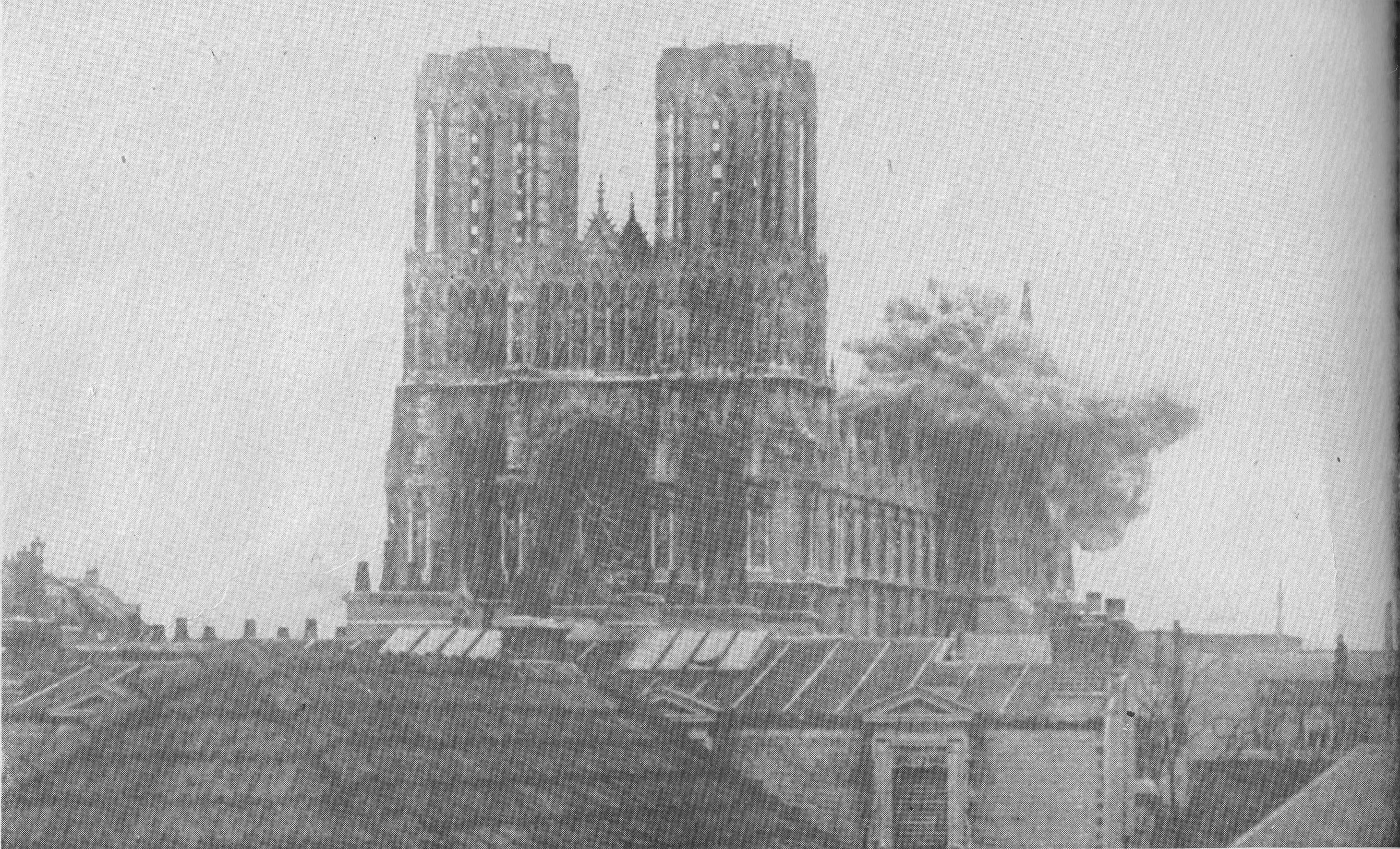
Granaatinslag tijdens de Eerste Wereldoorlog

## Glas-in-loodramen
Ondanks de vernielingen in de 18e eeuw (vooral tijdens de Franse Revolutie) bezit de kerk nog een groot aantal glas-in-loodramen uit de 13e eeuw, die nu geplaatst zijn in de lichtbeuk van het schip, in het koor en in de dwarsbeuken. Na het einde van de Eerste Wereldoorlog zijn in de jaren 30 het kleine roosvenster in het middenportaal van de westgevel alsook ramen in de zijportalen, het roosvenster in de zuidelijke dwarsbeuk aangebracht; in de jaren 50. '60 en '70 volgen er nog een aantal, waaronder het “champagneraam”. De vensters in drie van de straalkapellen zijn van de Duitse kunstenaar Imi Knoebel, geplaatst in 2011 en 2015. De vensters uit 2015, waarvoor de kunstenaar vergoeding weigerde en die geplaatst werden op kosten van het Duitse ministerie van Buitenlandse Zaken, golden als gebaar van verzoening voor de verwoesting van de kathedraal een eeuw eerder.
Het bekendst zijn de vensters van Marc Chagall in de middelste straalkapel, die in 1974 ingewijd werden: de 'boom van Jesse', 'de twee testamenten' en 'de grote momenten van Reims'. De Duitse minimalist Imi Knoebel vervaardigde in 2011 zes ramen voor zijkapellen, en in 2015 nog eens drie voor de Jeanne-d’Arc-kapel.

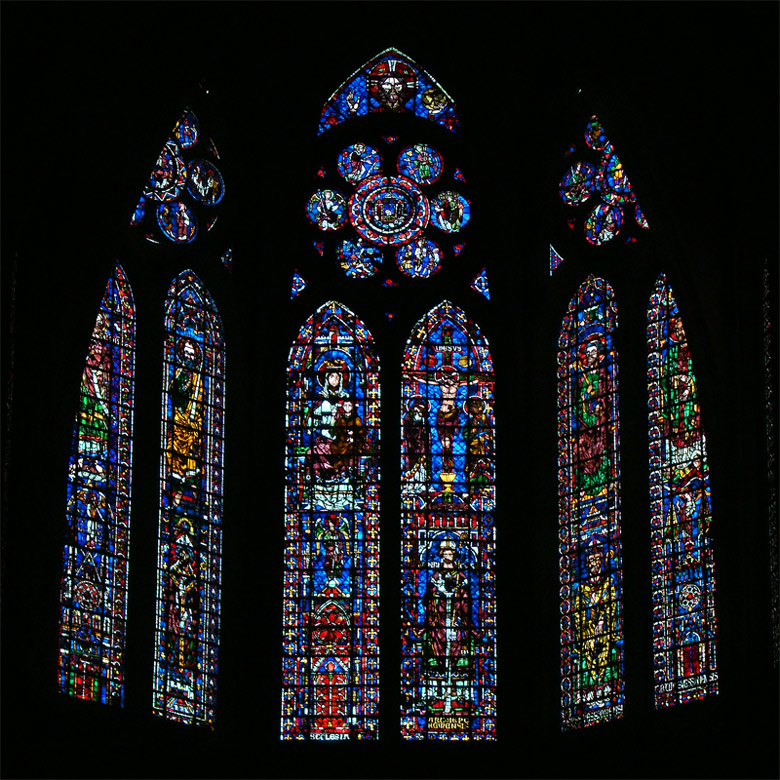
De vensters van het koor
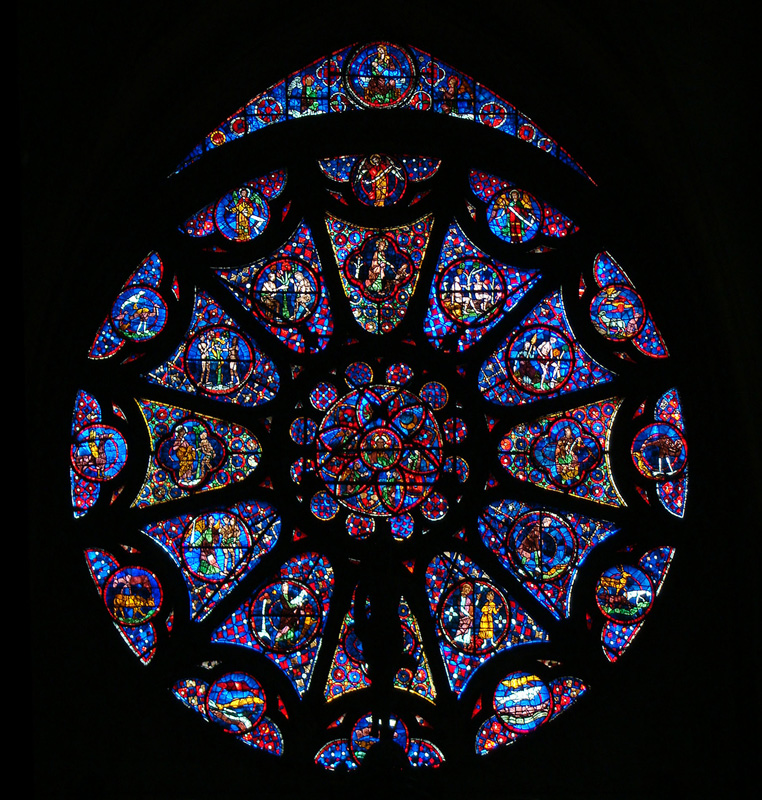
Roosvenster noordelijke dwarsbeuk
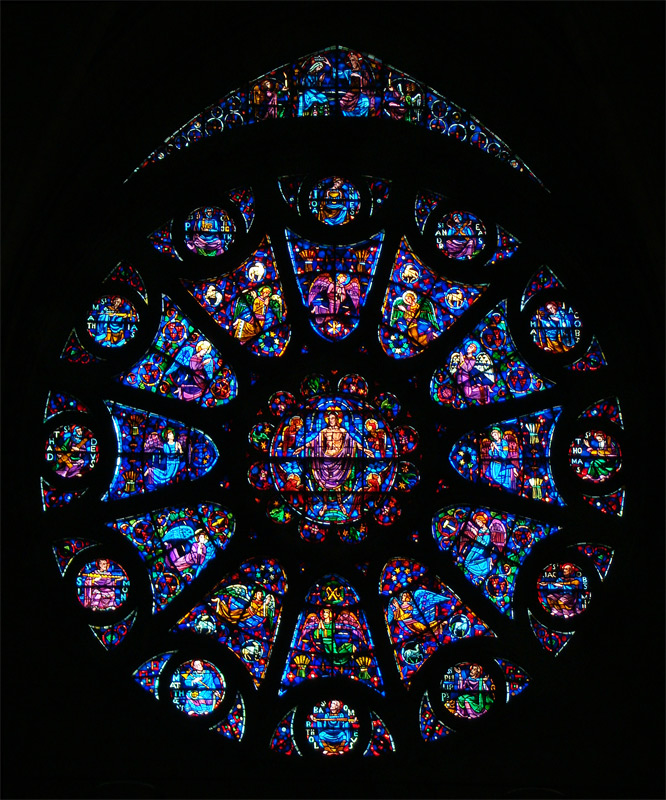
Roosvenster zuidelijke dwarsbeuk
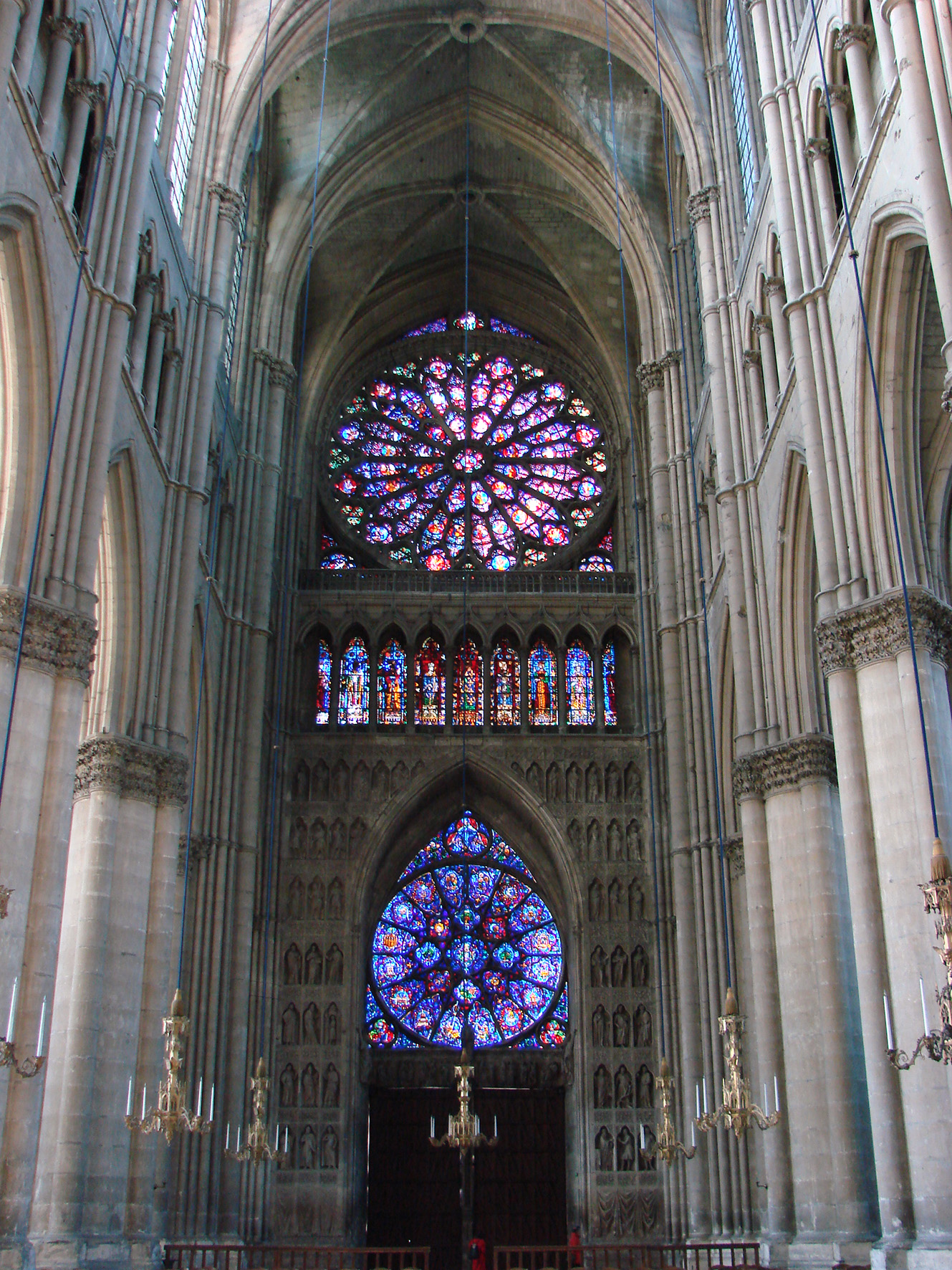
Het grote roosvenster
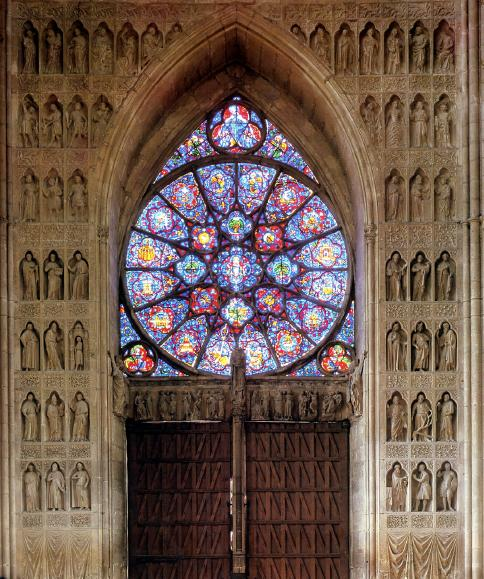
Achterzijde van het hoofdportaal van de westgevel

## Daken
De nok van het dak is versierd met driepassen en Franse lelies, die eraan herinneren dat hier Franse koningen werden gekroond. Deze elementen zijn in 1924-1926 in het kader van de herstelwerkzaamheden na de Eerste Wereldoorlog weer aangebracht; de oorspronkelijke versiering was tijdens de Franse Revolutie verloren gegaan. De klokkentoren is boven de viering gebouwd.

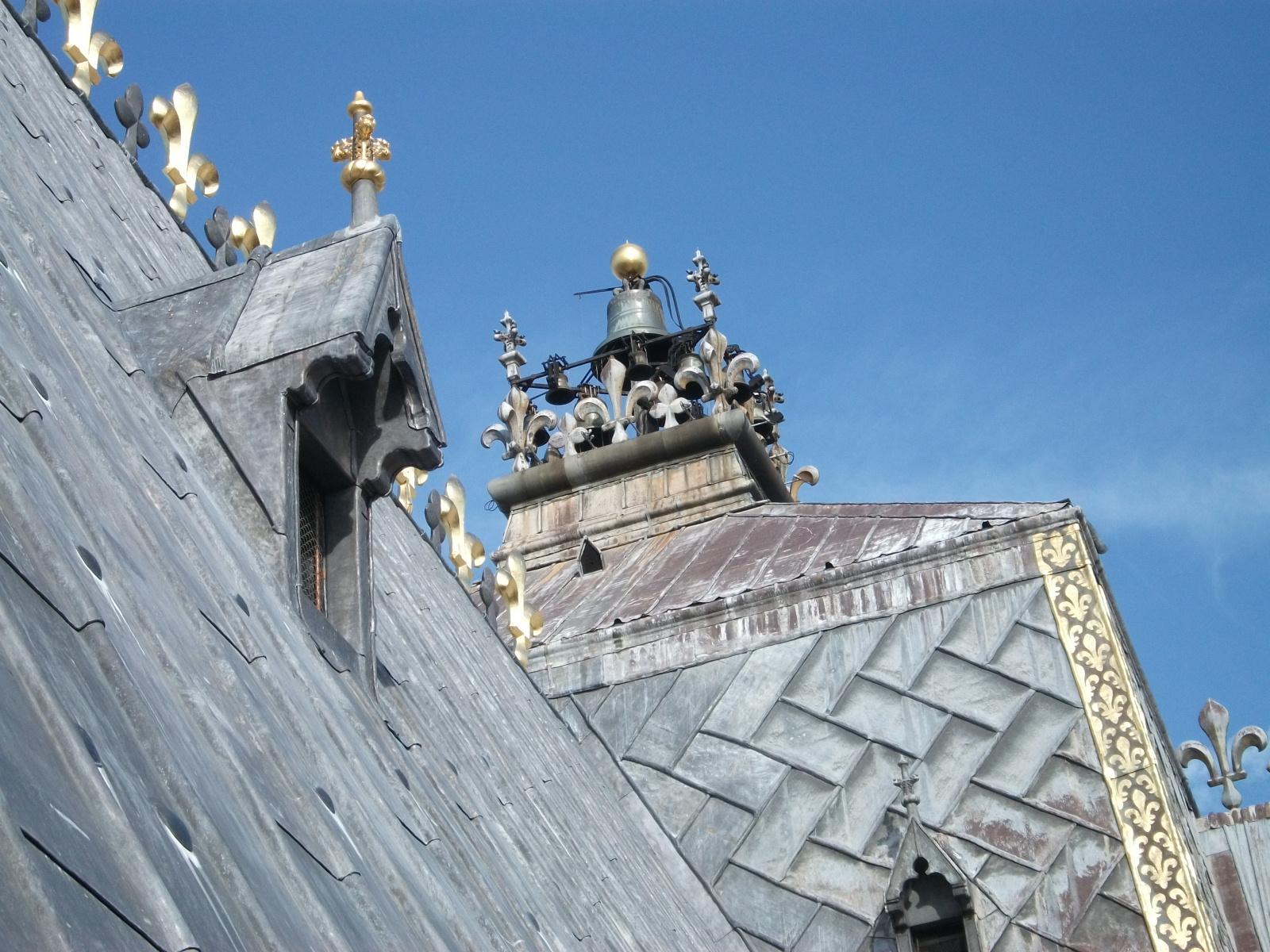
Klokkentoren, loodbedekking, driepassen en Franse lelies
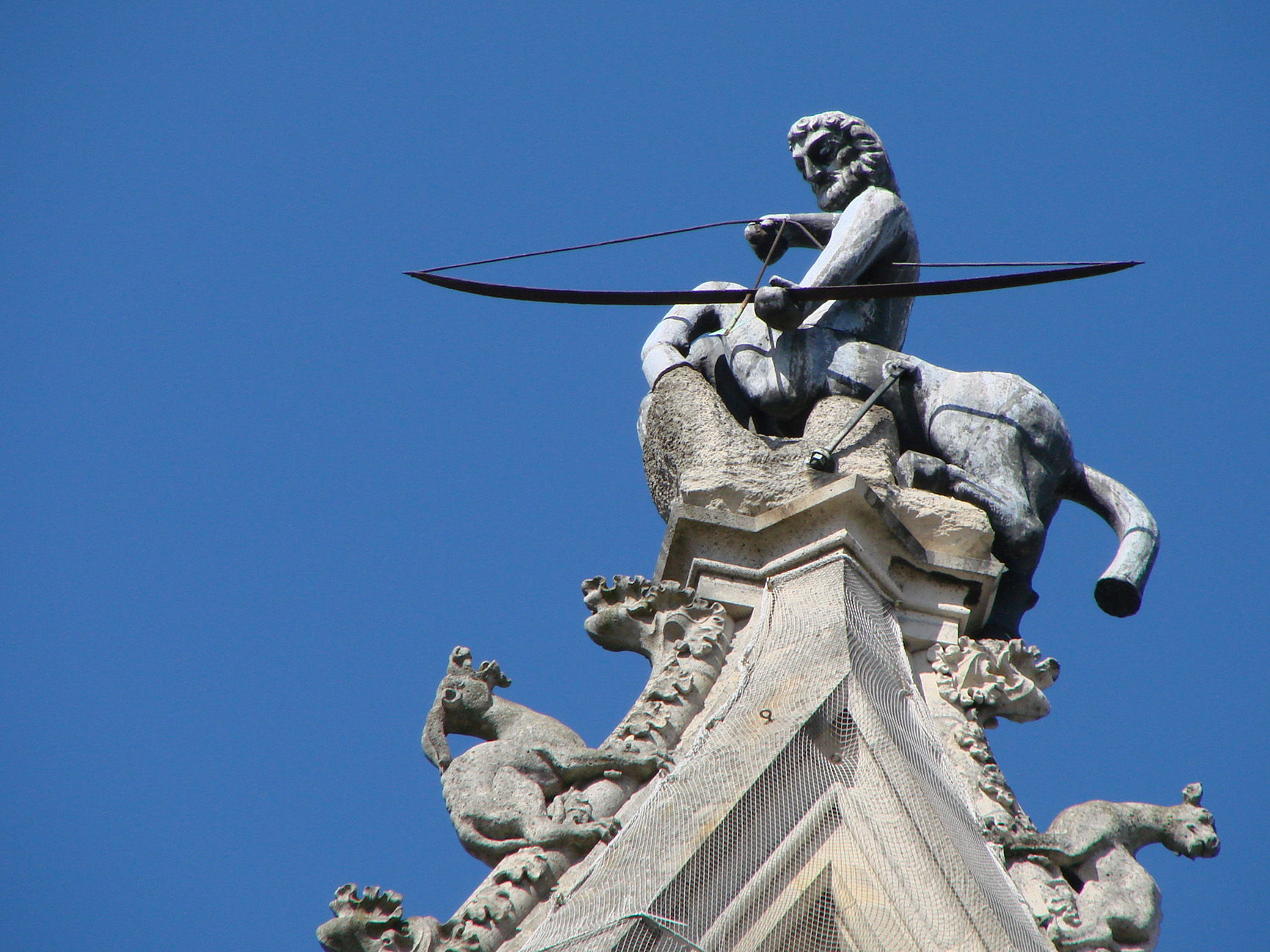
De Boogschutter mikkend op het binnenhof van het paleis van Tau
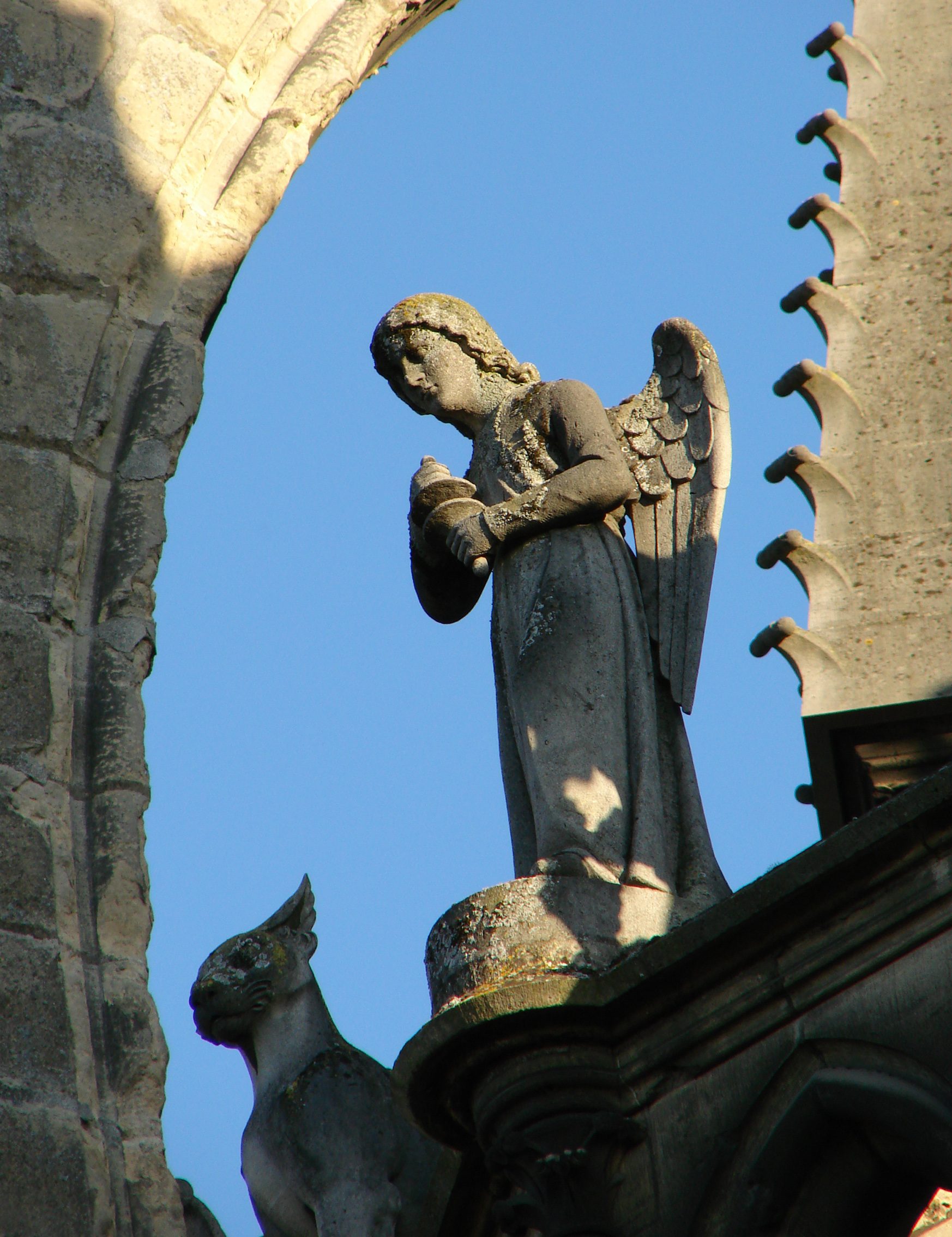
Engel op de dakrand van het koor
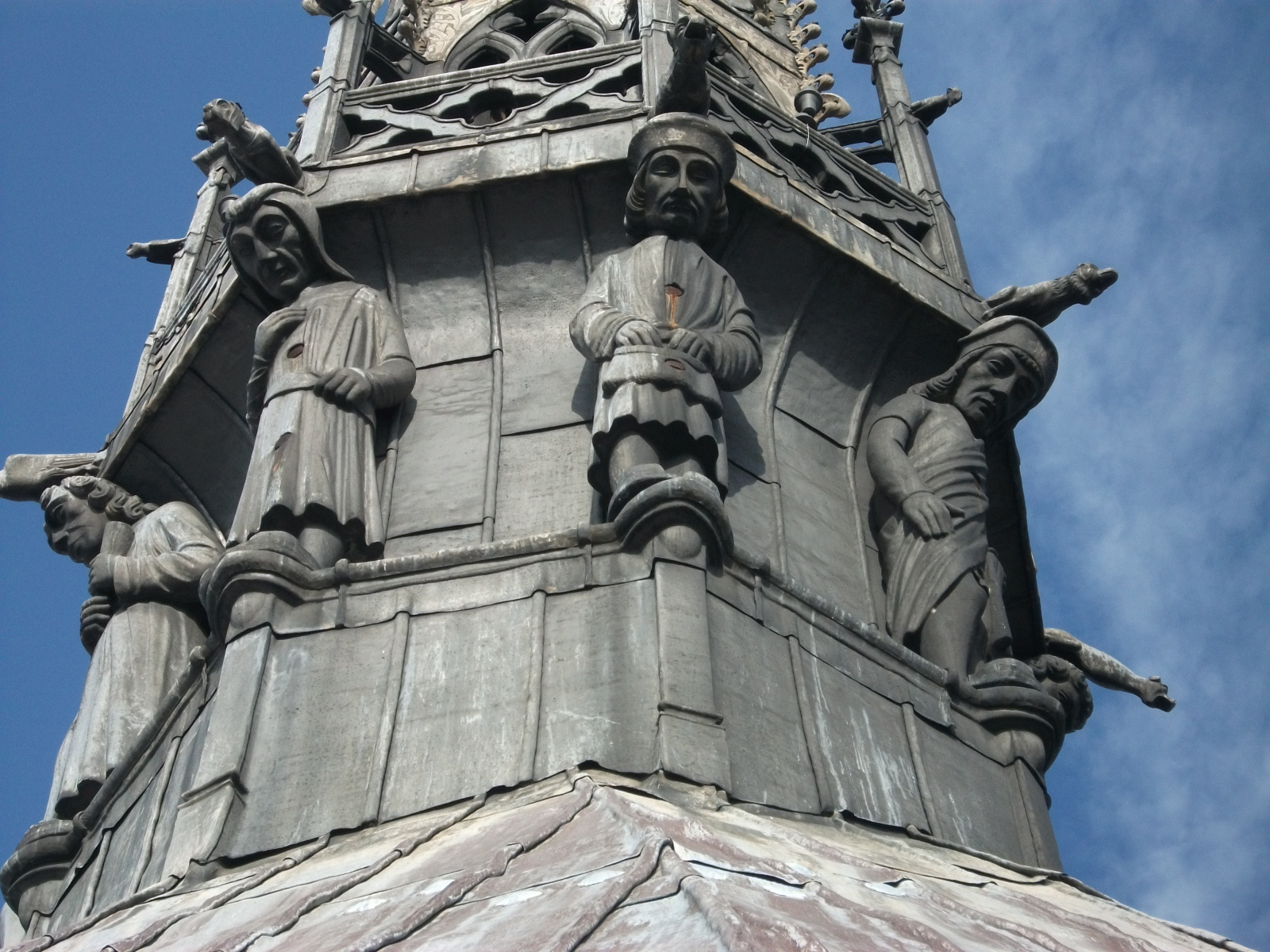
Cariatiden aan de voet van de torenspits boven het koor

## Engel met de glimlach

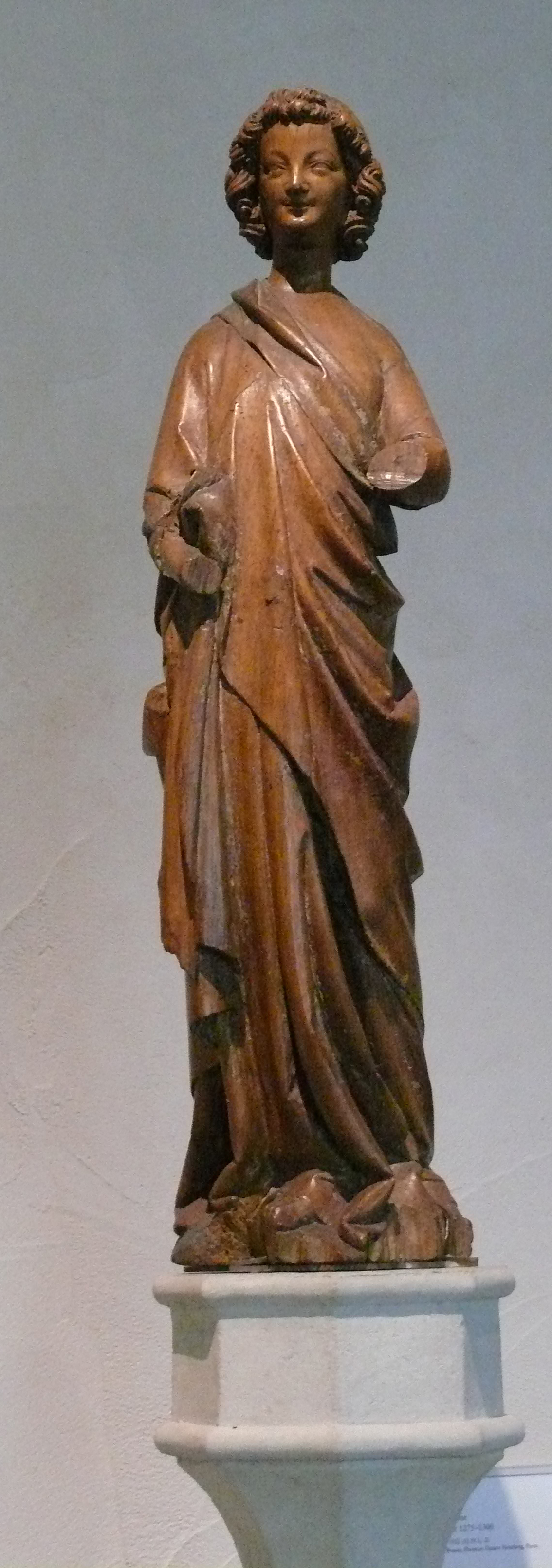
Een 14e-eeuws altaarstuk geïnspireerd door "de engel" nu in bezit van The Cloisters, NY.

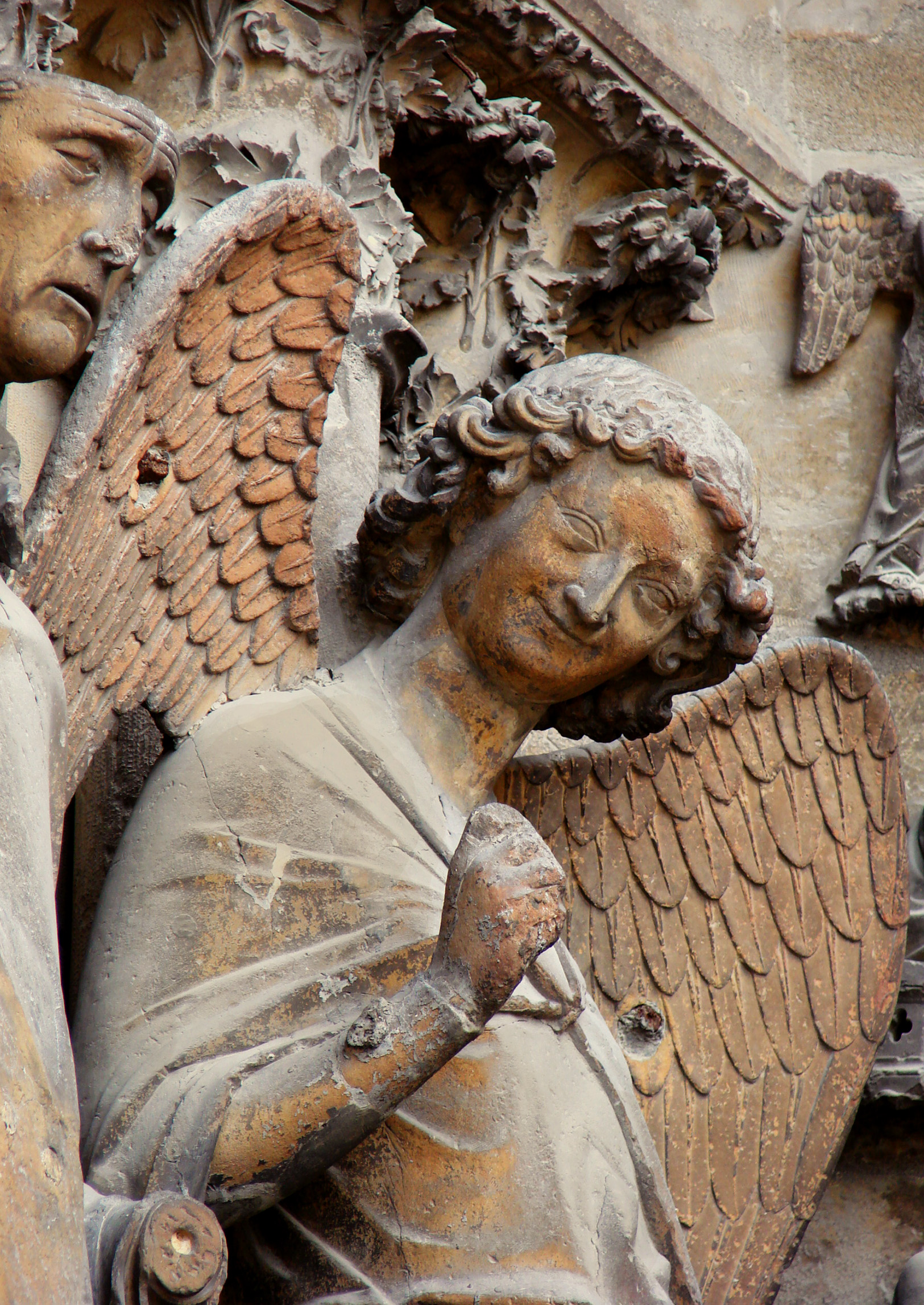
De gerestaureerde Engel met de glimlach op de gevel

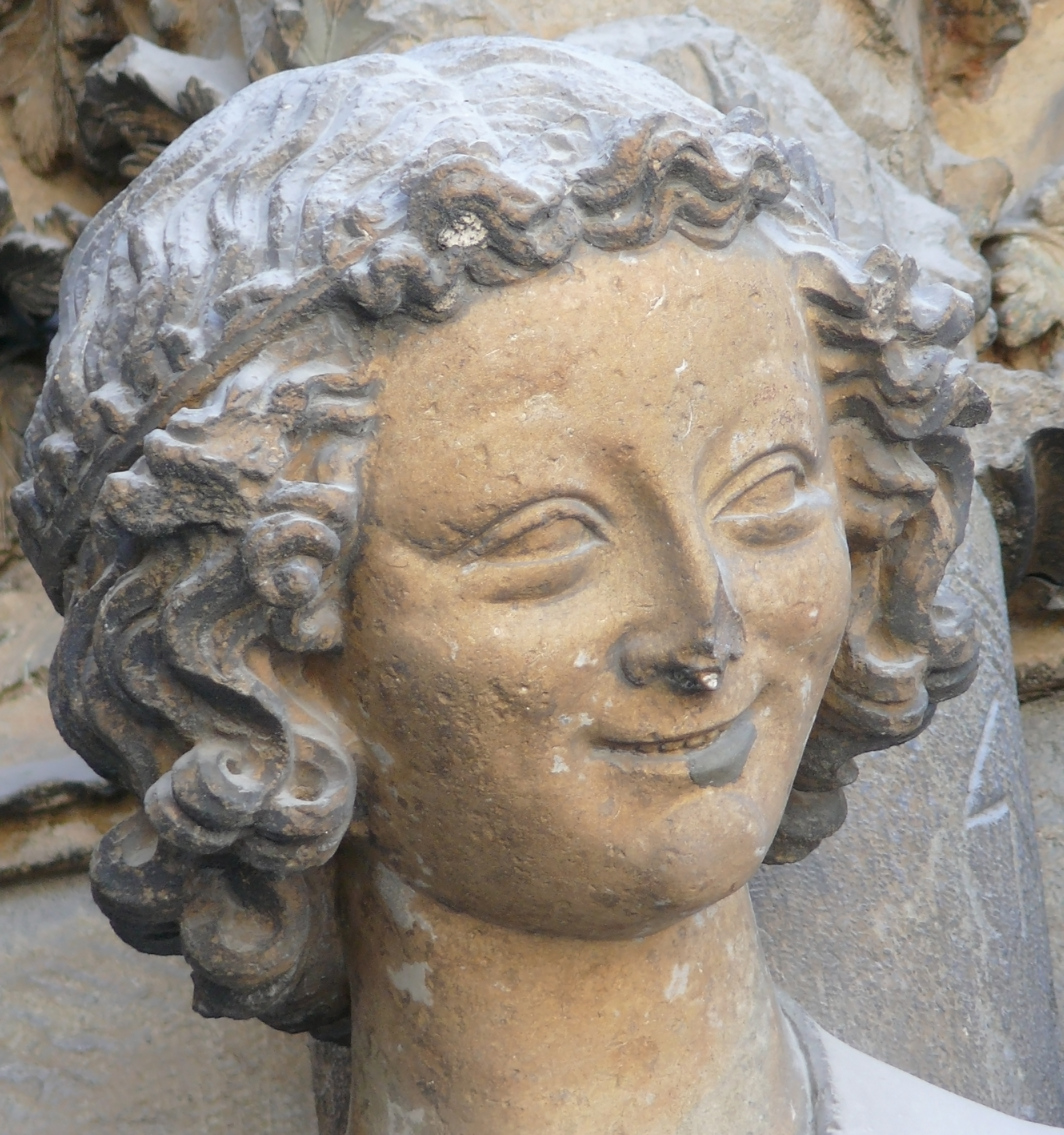
De "tweelingzuster" van de Engel met de glimlach: de engel Gabriel

De Engel met de glimlach, ook de glimlach van Reims genoemd (L'ange au sourire), is een beeld waarvan het origineel tussen 1236 en 1245 gehouwen is. Het bevindt zich in het noordelijke portaal van de westgevel van de kathedraal. De naam is pas sinds de Eerste Wereldoorlog in zwang.
De engelen van de kathedraal van Reims waren al in de 19e eeuw bij de kenners bekend vanwege hun gracieuze glimlach. Eugène Viollet-le-Duc (1814-1879) was niet zozeer geïnteresseerd in dit beeld als wel in de hele verzameling engelbeelden. Andere kenners, zoals Emile Mâle, merken op dat "Saint Nicaise, met opgeheven hoofd in een heroïsche blijmoedigheid voortschrijdt tussen twee engelen die hem toelachen" en dat "de Kathedraal van Reims bij uitstek de kathedraal van de engelen is. En dat van de beelden in de apsis tot aan die van de Verkondiging men in de steeds duidelijker uitdrukking van de glimlach een ontwikkeling kan waarnemen in de manier van beeldhouwen en de stijl van weergeven van de draperie". Vele andere auteurs hebben over de "Engel met de glimlach" gepubliceerd.
Op 19 september 1914 werd tijdens een artilleriebeschieting het tot op dat moment anonieme beeld van de Engel onthoofd doordat een brandende balk van het gebint erop viel. Het hoofd viel uiteen in een twintigtal stukken, die door toedoen van een geestelijke werden opgeslagen in de kelders van het bisschoppelijk paleis. Het verhaal van de beschadiging, het terugvinden van de resten. werd door de Franse propaganda lange tijd gebruikt als symbool voor de Franse genius als aanklacht tegen de vernieling van Frans erfgoed door het Duitse leger. Na de oorlog werden de resten met behulp van een afgietsel, dat aanwezig was in het Museum van Franse monumenten, weer samengevoegd en werd het nieuwe hoofd op 3 april 1926 op zijn plaats teruggezet.

## Labyrint

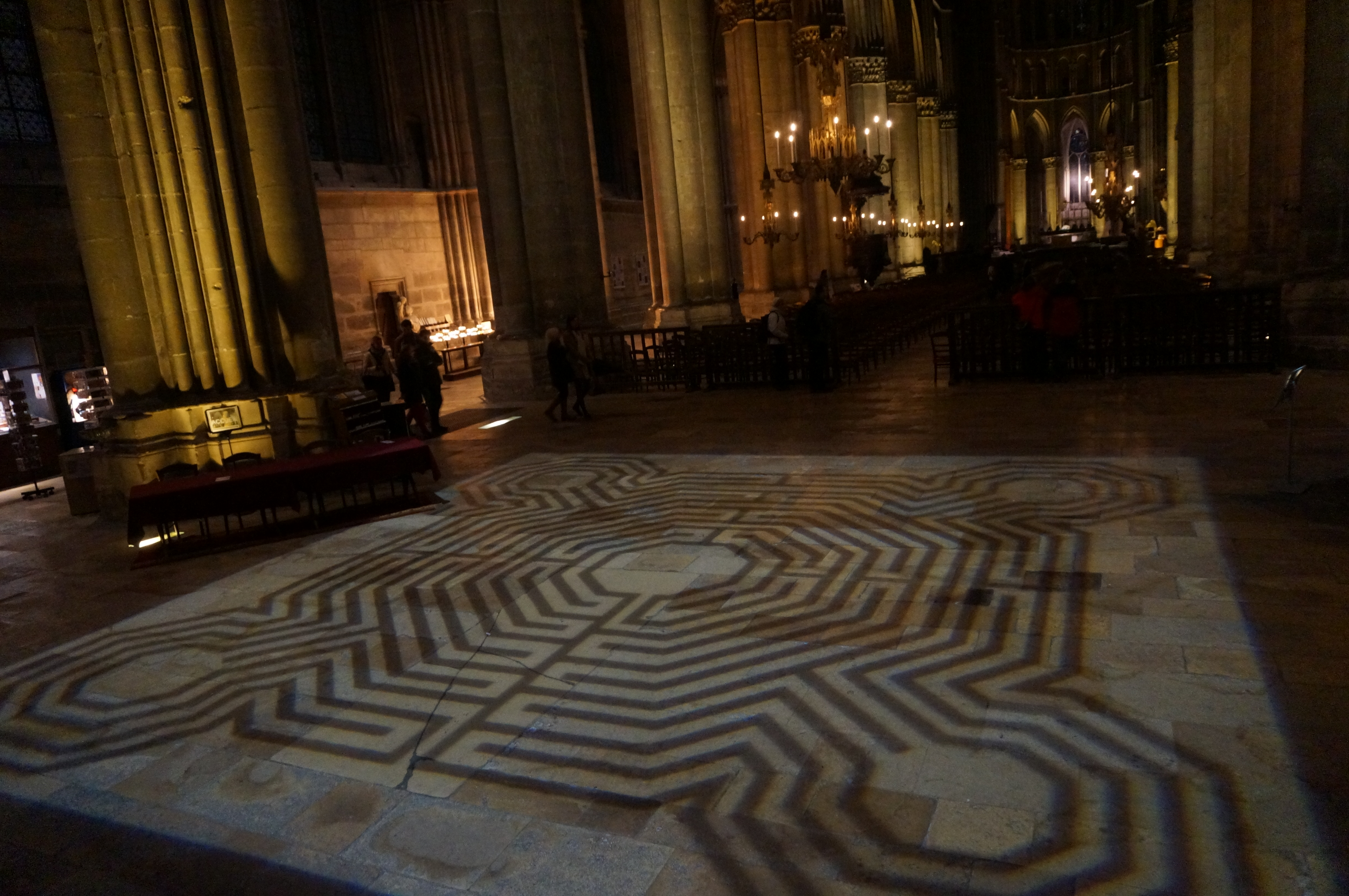
Het labyrint geprojecteerd in de kathedraal

Labyrint van de kathedraal

De vloer van de kathedraal van Reims werd ooit gesierd door een labyrint in de tegelvloer van het derde en vierde travee van het schip. Het werd in 1779 op basis van een besluit van het kapittel vernield.
Tegenwoordig wordt de grafische voorstelling van dit labyrint, 45° gekanteld, in Frankrijk gebruikt als logo om historische monumenten aan te duiden.

## Kroningen van Franse monarchen in de kathedraal van Reims
- 1027: Hendrik Il gekroond door Ebales I van Roucy.[bron?]
- 1059: Filips I gekroond door Gervais de Belleme.[bron?]
- 1129: Filips van Frankrijk gekroond door Reinoud II.[bron?]
- 1131: Lodewijk VII gekroond door paus Innocentius II.
- 1179: Filips II gekroond door Willem van Champagne.
- 1223: Lodewijk VIII gekroond door Willem van Joinville.
- 1226: Lodewijk IX gekroond door Jacques de Bazoches.
- 1271: Filips III gekroond door Milon de Bazoches.
- 1286: Filips IV gekroond door Pierre Barbet.
- 1315: Lodewijk X gekroond door Robert de Courtenay-Champignelles.
- 1317: Filips V gekroond door Robert de Courtenay-Champignelles.
- 1322: Karel IV gekroond door Robert de Courtenay-Champignelles.
- 1328: Filips VI gekroond door Guillaume de Trie.
- 1350: Jean II gekroond door Jean II de Vienne.
- 1364: Karel V gekroond door Jean III de Craon.
- 1380: Karel VI gekroond door Richard Picque.
- 1429: Karel VII gekroond door Renault de Chartres.
- 1461: Lodewijk XI gekroond door Jean II Jouvenel des Ursins.
- 1484: Karel VIII gekroond door Petrus de Laval.
- 1498: Lodewijk XII gekroond door Guillaume Briçonnet.
- 1515: Frans I gekroond door Robert de Lenoncourt.
- 1547: Henri II gekroond door Karel van Lotharingen.
- 1559: Frans II gekroond door Karel van Lotharingen.
- 1561: Karel IX gekroond door Karel van Lotharingen.
- 1575: Henri III gekroond door Lodewijk van Lotharingen.
- 1610: Lodewijk XIII gekroond door François de Joyeuse.
- 1654: Lodewijk XIV gekroond door Simon Legras.
- 1722: Lodewijk XV gekroond door Armand Jules de Rohan-Guémené.
- 1775: Lodewijk XVI gekroond door Charles Antoine de La Roche-Aymon.
- 1825: Karel X gekroond door Jean-Baptiste de Latil.

## Afmetingen

Grondplan van de kathedraal van Reims

- lengte buitenwerks : 149.17 m; ter vergelijking: Notre-Dame van Parijs 130 m; Notre-Dame van Amiens 145 m
- lengte binnenwerks : 138 m
- hoogte van het schip : 38 m; Notre-Dame van Parijs 33 m; Notre-Dame van Amiens 42 m; Kathedraal Saint-Pierre van Beauvais 48 m
- hoogte van de zijbeuken van het schip : 16.5 m
- breedte van het schip 14.65 m; Kathedraal Saint-Étienne van Sens 15.25 m; Notre-Dame van Parijs 12 m
- lengte van de dwarsbeuk : 61 m
- breedte van de dwarsbeuk : 30.70 m
- hoogte van de twee torens : 81.50 m; Notre-Dame van Parijs 69 m; Orléans 88 m
- hoogte van de klokkentoren (toren van de Engel) : 87 m
- breedte van westgevel : 48.80 m; Notre-Dame van Parijs 41 m
- vloeroppervlakte van het gebouw: 6650 m³

Roosvensters
- diameter van het roosvenster westgevel : 12.5 m; de twee roosvensters van de dwarsbeuk van de Notre-Dame van Parijs 13.1 m
- diameter van het roosvenster noordgevel : 9.65 m
- diameter van het roosvenster zuidgevel : 9.65 m

## Trivia
- De Groene Kathedraal bij Almere is een landschapskunstwerk, waarbij de plattegrond van de Kathedraal van Reims tweemaal op ware grootte is nagebootst door middel van beplanting.
- In 1930 werd door de Franse posterijen een postzegel met een lila afbeelding van een detail van de "Engel met de glimlach" uitgegeven. De frankeerwaarde was Ffr 1,50; daarboven werd een toeslag ten bate van de "Caisse d'amortissement" (kas voor de aflossing van oorlogsschuld) geheven van Ffr 3,50.[16]
- De "Engel met de glimlach" wordt door het bedrijf "Maison de Champagne" in Reims als handelsmerk voor zijn "Champagne Henri Abelé" gebruikt.

## Galerij

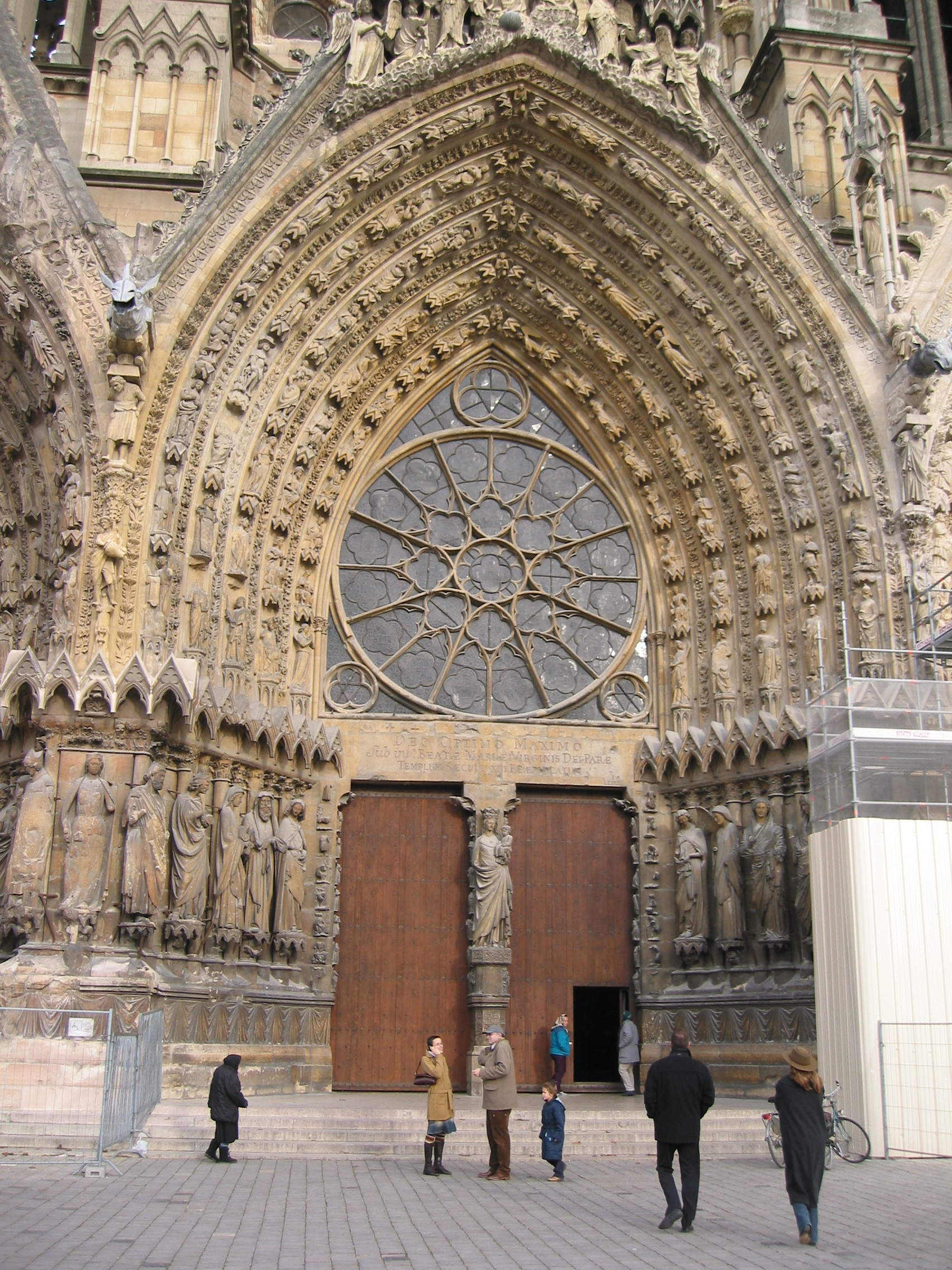
Westgevel: hoofdportaal
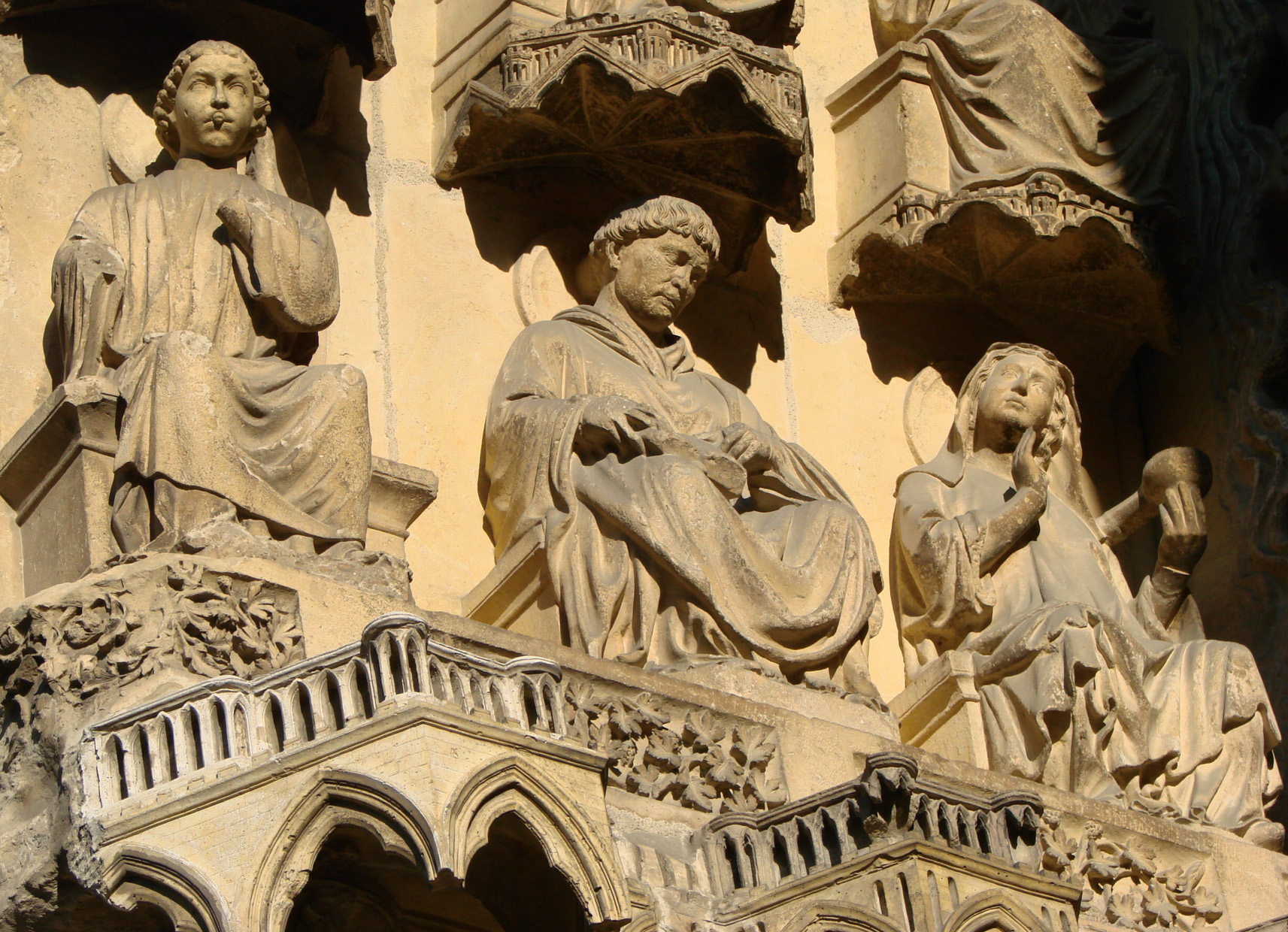
Detail van de boogronding van het noordportaal
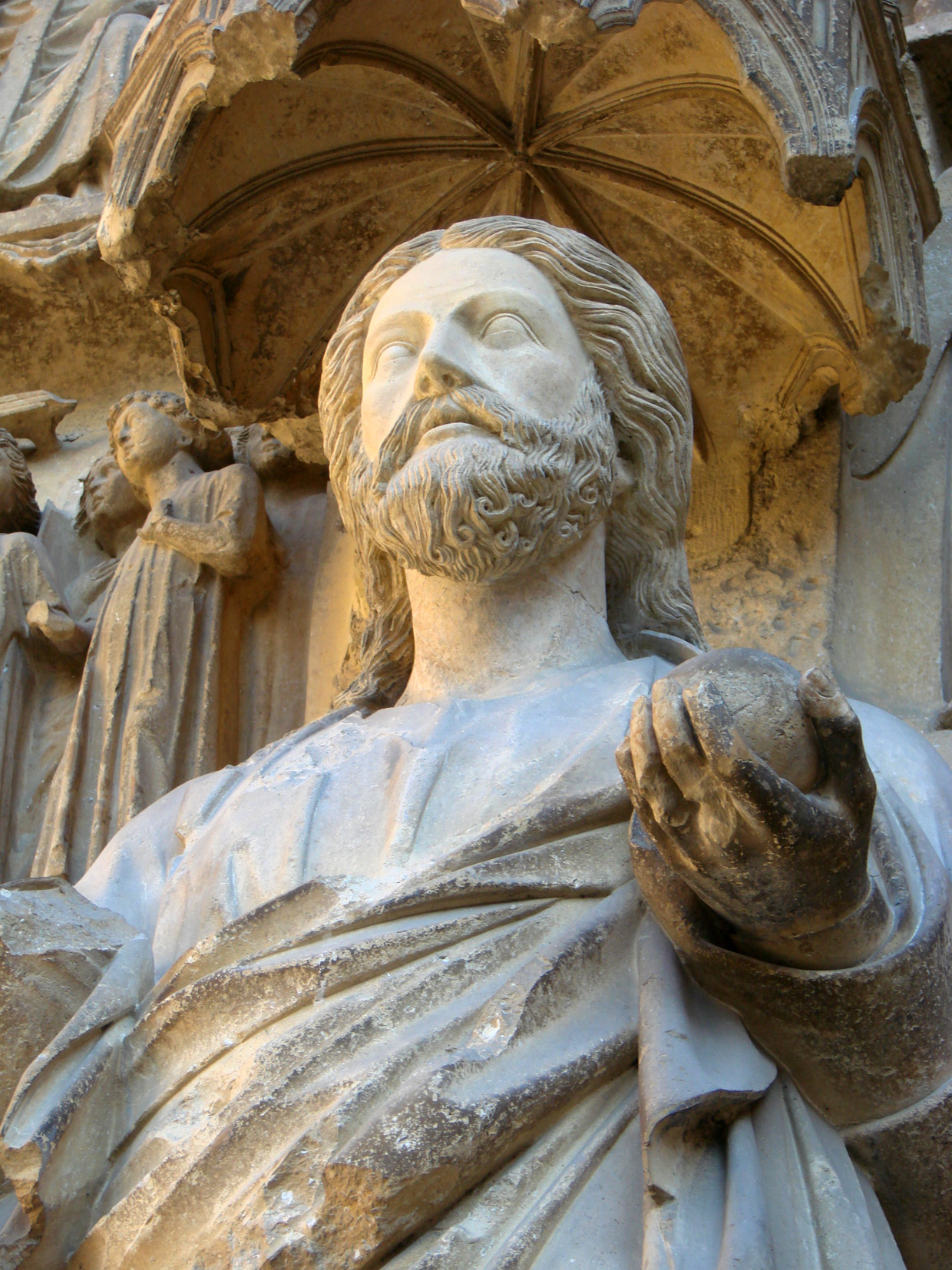
De Goede God, noordportaal
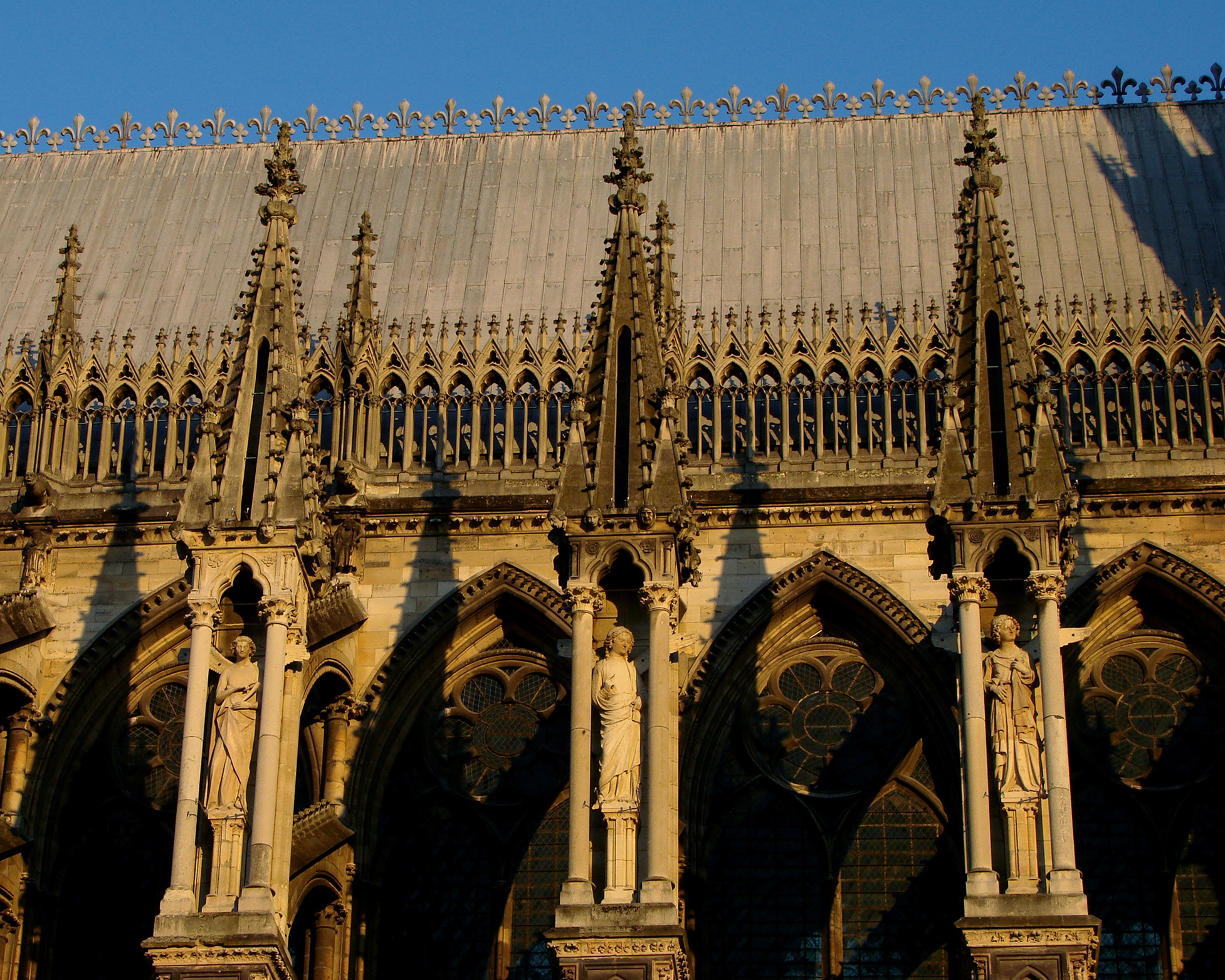
Noordzijde van het schip
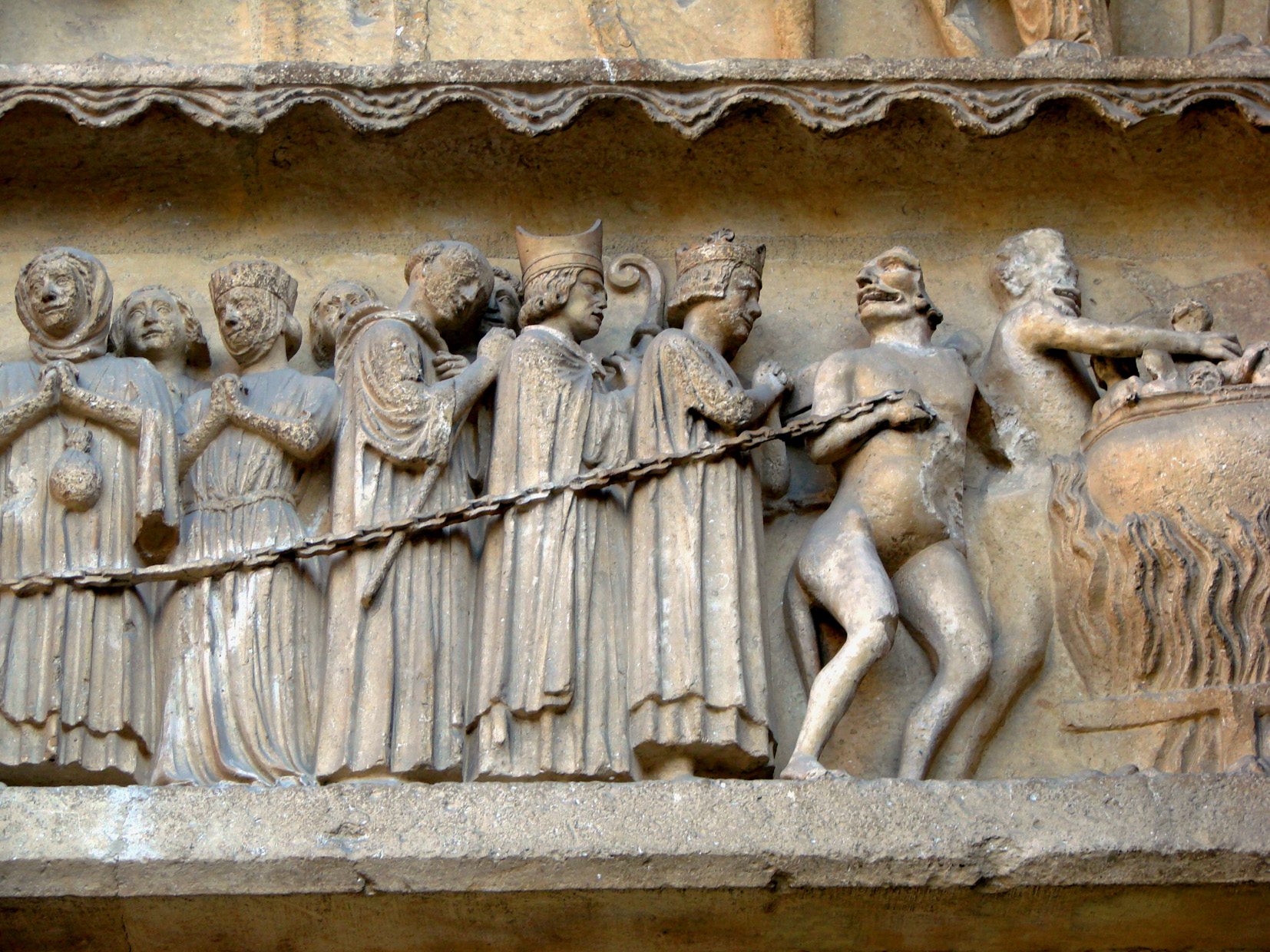
Detail van het noordportaal: Het Laatste Oordeel
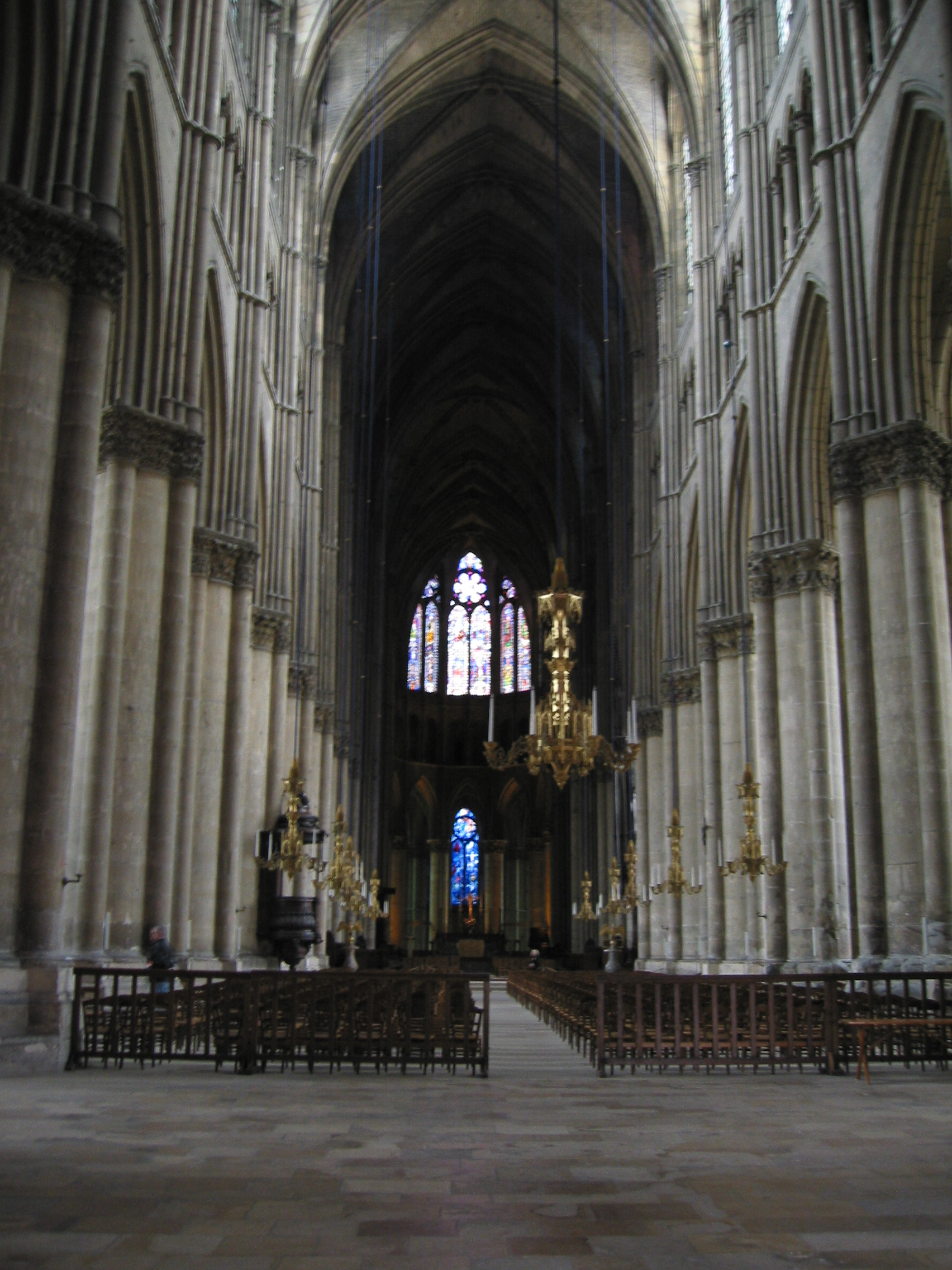
Het schip
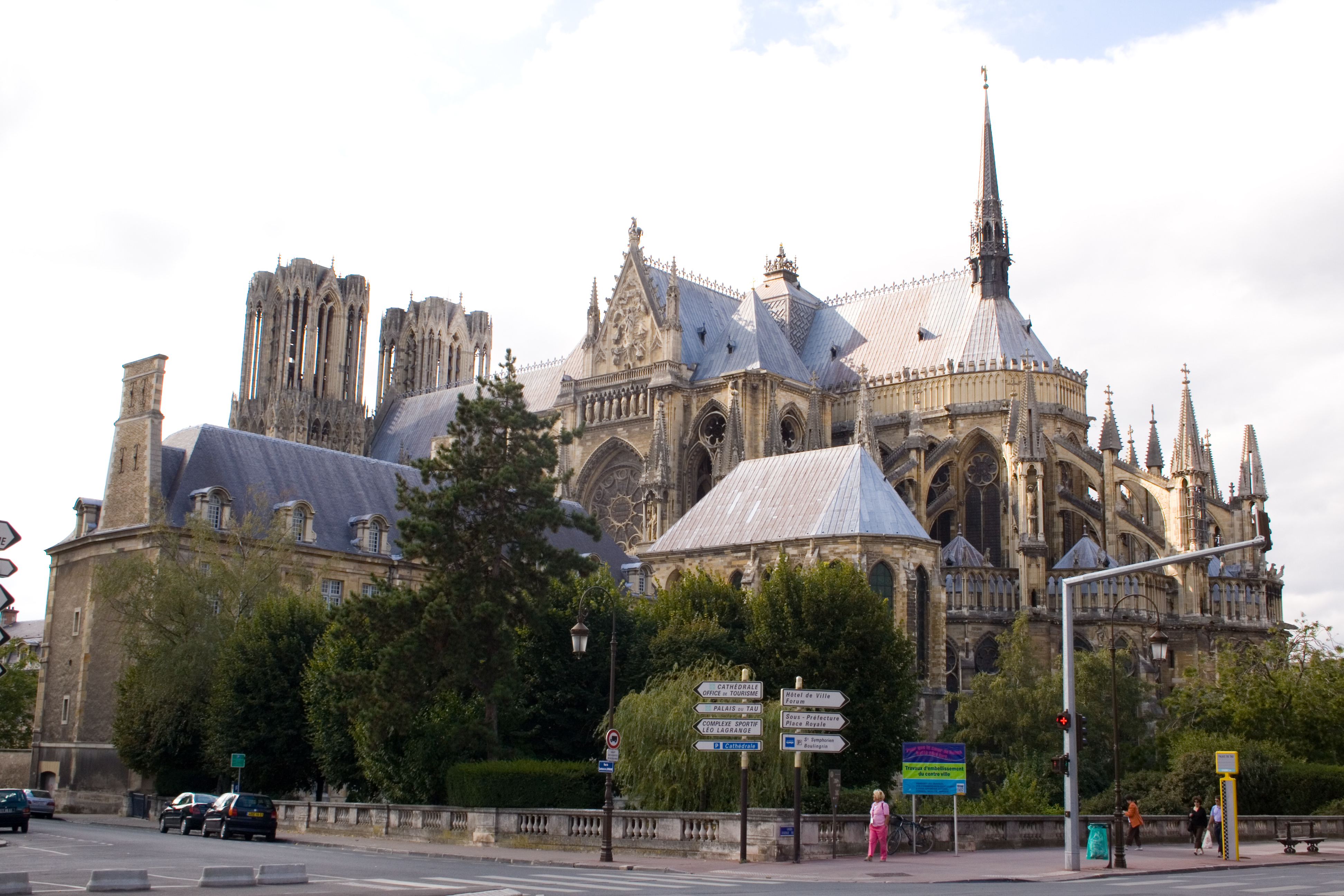
Het hoogkoor met het bisschoppelijk paleis
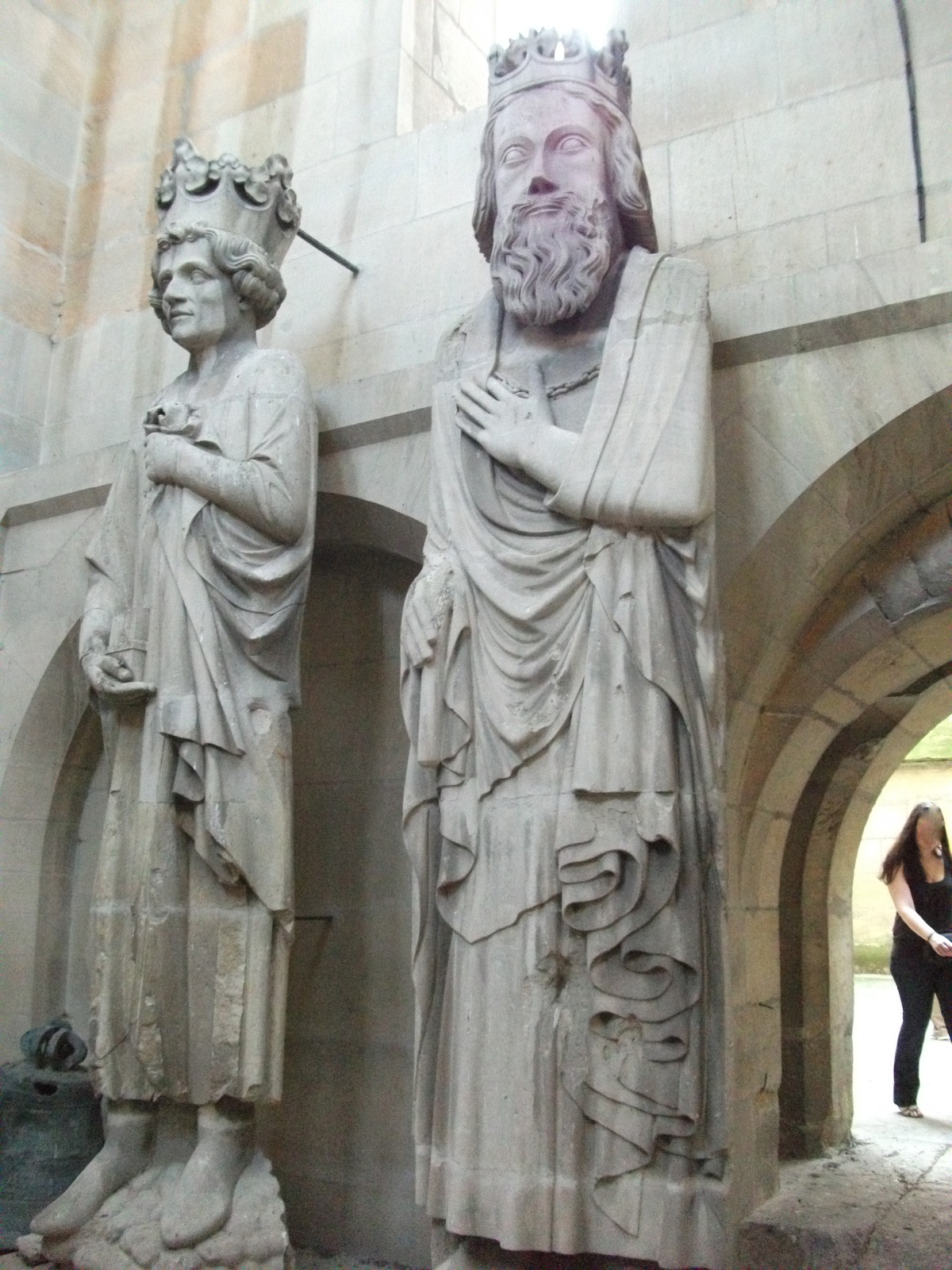
Kopieën van twee beelden van de Koningsgalerij in de noordelijke toren van de westgevel